# فلش تامپسون
یوجین "فلش" تامپسون (به انگلیسی: Eugene Flash Thompson) یک شخصیت خیالی ابرقهرمان در کتاب‌های کامیک آمریکایی منتشر شده توسط مارول کامیکس است. این شخصیت توسط استن لی و استیو دیتکو خلق شده‌است؛ و اولین بار در کمیک‌های فانتزی شگفت‌انگیز شمارهٔ۱۵ (اوت ۱۹۶۲) معرفی شد.

## فلش تامپسون
فلش تامپسون ستاره فوتبال است.در اوایل ساخته شدن فلش تامپسون وی پیتر پارکر را اذیت می‌کرد. او همیشه باعث مسخره کردن پیتر پارکر می‌شد. اما وی طرفدار مرد عنکبوتی است.پیتر پارکر اول از او بدش می‌آمد. او در جنگ آمریکا هر دو پایش را از دست داد.

## مأمور ونوم
مأمور ونوم (به انگلیسی: Agent Venom) این یک شخصیت تخیلی ابرقهرمان است. فلش بعدها دچار تحول شخصیتی از یک قلدر مدرسه شد ‌‌و انسان خوبی شد اما دو پای خودش را در جنگ از دست داد. سیمبیوت ونوم در جسم فلش رفت ولی بد شد. اما شیلد به فلش دستگاهی وصل کرد که می‌توانست خودش با جسمش کار کند و البته دو پای خود را هم داشت ولی ونوم در حال تلاش بود که بتواند به آن دستگاه نفوذ کند. پیتر با او دیگر رابطهٔ خوبی داشت و مأمور ونوم عضو گروه‌های ابرقهرمانانه‌ای همچون شیلد و جنگجویان جدید است ولی عضو گروه ابرتبه‌کارانه‌ای همچون صاعقه‌ها به رهبری ژنرال تادئوس تاندربولتس راس یا همان هالک قرمز است. وی به اندی بنتون سیمبیوت مانیا را داد. فلش و اندی همکار یکدیگر هستند و همین‌طور فلش مربی اندی است ولی جک اولنترن از هویت مأمور ونوم با خبر است.
.

## ونوم
فلش بعدها به فضا رفت و نام خود را عوض کرد و این نام را گذاشت: ونوم شوالیه کهکشان (به انگلیسی: Venom Space Knight) که اولین بار در کمیک‌های ونوم شوالیه کهکشان شمارهٔ ۱ (ژانویه ۲۰۱۵) ظاهر شد. وی عضو گروه نگهبانان کهکشان است و همین‌طور با آنها دوست است. اما ونوم توانست خود را از فلش جدا کند ونوم فعلاً در جسم ادی براک است.

فلش تامپسون به عنوان ونوم شوالیهٔ کهکشان

فلش تامپسون به عنوان ونوم

.
.

## مأمور ضد-ونوم
در آن موقع فلش دو پای رباتی داشته بود. او ادی براک را می‌بیند و با او دعوا می‌کند ولی ادی براک تبدیل به ونوم می‌شود و فلش همان آزمایشی که ضد-ونوم را درست می‌کند روی فلش انجام می‌شود و نام خود را مأمور ضد-ونوم می‌گذارد. وی با کارنیج، مانیا و ونوم می‌جنگد. و سپس توسط گرین گابلین که با کارنیج پیوند خورده بود و نامش را رد گابلین گذاشته بود کشته میشود

فلش تامپسون در شکل کنونی‌اش مأمور ضد-ونوم

.